# Oleksandr Turčynov
Oleksandr Valentynovyč Turčynov (ukrajinsky Олександр Валентинович Турчинов; * 31. března 1964, Dněpropetrovsk) je ukrajinský politik. V březnu 2010 byl krátce prozatímním předsedou vlády. Stal se jím z pozice 1. místopředsedy vlády poté, co parlament vyslovil nedůvěru dosavadní premiérce Julii Tymošenkové a ta podala 3. března 2010 demisi. Jeho nástupcem v této funkci se již 11. března 2010 stal někdejší ministr financí a dvojnásobný prozatímní premiér Ukrajiny Mykola Azarov.
Po svržení Viktora Janukovyče z funkce hlavy státu dne 22. února 2014 byl Turčynov ustanoven předsedou parlamentu (Verchovna rada) a zároveň určen prozatímním prezidentem Ukrajiny. Tento úřad zastával do 7. června 2014. Vystřídal jej zvolený prezident země Petro Porošenko. Předsedou parlamentu zůstal Turčynov do 27. listopadu 2014. Poté se stal tajemníkem Rady národní bezpečnosti a obrany Ukrajiny.

## Život

### Dětství a mládí
Narodil se roku 1964 ve městě Dněpropetrovsk, Dněpropetrovská oblast v rámci tehdejší USSR. V roce 1986 dostudoval Dněpropetrovský hutní institut na Ukrajinské národní báňské univerzitě. Následně pracoval v ukrajinském ocelářském gigantu Kryvorizhstal.
Mezi lety 1987 a 1990 vedl Turčynov agitační a propagační výbor Komunistického svazu mládeže (Komsomol) v Dněpropetrovské oblasti; prvním tajemníkem tamního Komsomolu byl tehdy Serhij Tihipko. Tihipko i Turčynov se stali politickými poradci Leonida Kučmy, který v Dněpropetrovsku řídil továrnu na výrobu raket a dopravních prostředků. Poté, co byl Kučma v roce 1992 jmenován premiérem Ukrajiny, se celý jeho tým, včetně Turčynova, přesídlil do Kyjeva. V roce 1993 se stal oficiálním Kučmovým ekonomickým poradcem.
V roce 1993 byl zvolen viceprezidentem Ukrajinského svazu průmyslníků a podnikatelů. V roce 1994 on a Pavlo Lazarenko založili politickou stranu Hromada. Oba pojily obchodní vazby s Julijí Tymošenkovou, která také pocházela z Dněpropetrovsku. Mezi lety 1994 a 1998 byl ředitelem Institutu ekonomických reforem a hlavou Ukrajinské národní akademie Laboratoře věd ve výzkumu šedé ekonomiky.

### Politická kariéra
V roce 1998 byl za stranu Hromada zvolen do ukrajinského parlamentu, ale již roku 1999 v souvislosti s Lazarenkoým skandálem, stranu i parlamentní frakci opustil. S podporou Julije Tymošenkové byl ve volbách v letech 2002 a 2006 znovuzvolen za Blok Julije Tymošenkové.
V únoru 2005 byl zvolen prvním civilním ředitelem Služby bezpečnosti Ukrajiny (SBU). V roce 2006 byl obviněn, že nechal zničit spisy na Semjona Mogileviče, který je považován za šéfa ruské mafie. Obvinění bylo po čtyřech měsících zamítnuto. Dokumenty odhalené WikiLeaks zmiňovaly, že Turčynov nechal zničit i spisy prokazující napojení Tymošenkové na Mogileviče.
Na jaře roku 2008 byl společným kandidátem Bloku Julije Tymošenkové a strany Naše Ukrajina — Národní sebeobrana do voleb o post starosty Kyjeva. Skončil druhý se ziskem 218 600 hlasů (19,12 %); volby vyhrál Leonid Černovetskyj.
Během prezidentských voleb v roce 2010 nařkl kandidáty Viktora Janukovyče i Viktora Juščenka ze společného koordinovaného postupu k destabilizaci druhé vlády Julije Tymošenkové. V březnu 2010, po rezignaci Julije Tymošenkové na post předsedkyně vlády, převzal její povinnosti a na jeden týden se stal prozatímním premiérem Ukrajiny.
V roce 2012 byl znovuzvolen do parlamentu; opět za Všeukrajinský svaz.
Po událostech na Euromajdanu a následné politické krizi byl dne 22. února 2014 zvolen předsedou parlamentu (speaker). Poté, co parlament zbavil Viktora Janukovyče jeho funkce prezidenta, byl prozatímním prezidentem zvolen právě Turčynov coby předseda parlamentu.

### Názory
Odmítá homosexuální svazky a tvrdí, že nejde o konzervativní pohled, ale o odmítnutí perverze.
Často kritizoval politickou korupci v zemi. Toto téma mu v roce 2005 posloužilo i k sepsání psychologického thrilleru Iluze strachu (Illuzija stracha). Napsal také scénář ke stejnojmennému filmu. Ten byl natočen v roce 2008; režie se chopil Alexandr Kirienko. Ukrajinský výbor ho nominoval na ucházení se o Oscar za nejlepší cizojazyčný film.
Je věřícím baptistou; tím patří k jednomu procentu Ukrajinců, kteří se hlásí k protestantismu. Prohlašuje, že nekouří ani nepije alkohol.

## Vyznamenání
- Řád knížete Jaroslava Moudrého V. třídy – Ukrajina, 2. května 2018[15]